# Первый курьер
«Первый курьер» — болгаро-советский художественный фильм (драма, исторический) 1968 года режиссёра Владимира Янчева по сценарию Константина Исаева. Оператор — Анатолий Кузнецов. Музыка для фильма была написана Петром Ступелом.

## Сюжет
Самое начало XX века. В Мюнхене стала выходить ленинская «Искра» — нелегальная газета русских социал-демократов. Однако мало напечатать газету. Надо доставить её в Россию. А это не так-то просто.
Из Мюнхена в небольшой болгарский городок Варну прибывает поезд. С ним приехала юная русская подпольщица Конкордия. В руках её — два объемистых чемодана. А через некоторое время из Варны в Одессу отплывает пароход. Среди пассажиров — симпатичный молодой человек с чемоданами. Теми же самыми. Это болгарин Иван Загубанский, один из первых курьеров «Искры». Его памяти и посвящен этот фильм, в создании которого принимали участие советские и болгарские кинематографисты.
Реальный Иван Загубанский нелегально перевез десять транспортов «Искры». Десять раз успешно доставлял он по назначению груз; десять раз шли по его следу полицейские сыщики, но каждый раз Загубанскому удавалось отделаться от них. Одиннадцатый рейс оказался последним: Загубанского выдал провокатор. Таковы подлинные факты, бывшие в распоряжении авторов фильма.
Кинодраматург К. Исаев не пошел по пути создания всего лишь остросюжетного приключенческого фильма. Ему явно не хотелось создавать обыкновенный детектив — с традиционными погонями и выстрелами, с преобладанием внешнего действия над характерами. Он задумал показать идейное, моральное столкновение людей, готовящих революцию, с охранителями царского строя.

## В ролях
- Стефан Данаилов — Иван Загубанский
- Венелин Пехливанов — Георгий Бакалов
- Евгений Леонов — Критский, жандармский офицер
- Валентин Гафт — Николай фон Гесберг, жандарм
- Жанна Болотова — Конкордия
- Николай Губенко — Яша Барончик
- Галина Волчек — тётя Нюся
- Борис Гусев — филёр
- Павел Винник — филёр
- Рита Гладунко — Маргарита
- Герман Качин — Сашка Пиндос
- Владимир Рецептер — Арсений Докумига

## Факты
В  версии фильма, распространённой  в  интернете, вырезан  эпизод, когда  Критский, сразу после  ареста курьера Ивана Загубанова, при первом же допросе  вскрывает  двойное  дно его  чемодана и  достаёт ввезённые экземпляры  нелегальной  газеты.
Однако, в версиях  фильма, посланных  в прокат в советскую провинцию, этот эпизод присутствовал. И у  внимательных зрителей вызывал чёткое  ощущение  того, что  и режиссёры, и сам актёр  Евгений  Леонов, игравший роль  Критского, были  склонны показать советским зрителям, что профессионалы  в  царской полиции имелись, и были  отнюдь  не  простачками. При этом явно  обыгрывалась  актёрская  харизма Евгения Леонова, вроде  бы разговаривавшего с арестованным в  шутливом "леоновском"  тоне, но при этом издевательски : "Стеночку-то внутри вашего  чемоданчика позвольте ножичком  вскрыть, уж не  обессудьте !" 
Не исключено, что в дальнейшем советская цензура, исходя из реакции советских 
зрителей,  дала указание вырезать из  фильма эту "идеологически вредную"  сцену, и именно с этого  экземпляра и была сделана  цифровая копия фильма, распространённая сейчас в  интернете.